# El més fort
El més fort (xinès simplificat: 强者上钩, pinyin: Qiáng zhě shànggōu, literalment 'El més fort agafa l'esquer') és un curtmetratge d'animació amb tinta produït pel Shanghai Meishu Dianying Zhipianchang. Va ser dirigit per Hu Jinqing, amb dissenys de Wu Zhongwen. La pel·lícula va guanyar el primer premi de la categoria E del III Festival Internacional de Cinema d'Animació d'Hiroshima, al Japó.

## Sinopsi
En llançar-se un esquer a l'aigua, les criatures de l'aigua competeixen per menjar-se'l. Un gran peix negre finalment s'imposa, tot mossegant l'esquer.